# 1,3-二碘丙烷
1,3-二碘丙烷是一种有机化合物，化学式为C3H6I2。

## 制备
1,3-二碘丙烷可由1,3-二溴丙烷和碘化钠在丙酮中于50 °C反应得到，1,3-二氯丙烷和碘化钠在四丁基碘化铵的催化下于DMF中加热至140 °C反应，也可制备1,3-二碘丙烷。
以1,3-丙二醇为原料，可用四碘化二磷或三碘甲烷作为碘化剂进行反应制备。

## 性质
1,3-二碘丙烷和4-二甲氨基吡啶在乙腈中反应，可以得到双吡啶季铵盐。它和苯甲硫醇在氢氧化钾乙醇溶液中反应，得到1,3-苄硫基丙烷。